# میثم باقری
میثم باقری ده چشمه (انگلیسی: Meisam Bagheri Dehcheshmeh؛ زادهٔ ۲۹ فروردین ۱۳۷۰) تکواندوکار اهل ایران است. وی در مسابقات جهانی تکواندو ۲۰۰۹ در کپنهاگ و مسابقات جهانی تکواندو ۲۰۱۱ در گیونگجو توانست مدال برنز کسب کند. 

## افتخارات
بخشی از افتخارات وی:
برنز قهرمانی آسیا ۲۰۰۷
طلای بین المللی بحرین ۲۰۰۸
نقره جام جهانی ۲۰۰۹ باکو
نقره جام باشگاه های آسیا ۲۰۰۹
برنز قهرمانی جهان ۲۰۰۹دانمارک
طلای جام فجر ۲۰۰۹
طلای جام جهانی ۲۰۱۰ چین
برنز اوپن بلژیک ۲۰۱۰
طلای اوپن آلمان ۲۰۱۱
نقره جام باشگاه های آسیا ۲۰۱۱
برنز قهرمانی جهان ۲۰۱۱ کره جنوبی
طلای دانشجویان جهان ۲۰۱۲
طلای اوپن انگلیس ۲۰۱۲
طلای اوپن اسپانیا ۲۰۱۳